# Deaf Havana
Deaf Havana est un groupe britannique de rock indépendant, originaire de Hunstanton et King's Lynn, dans le comté de Norfolk, en Angleterre.

## Histoire
En octobre 2007, le groupe commence à travailler sur de nouvelles chansons, qui sont finalement publiées sur It's Called the Easy Life. Le 21 juin 2008, le groupe annonce la signature d'un contrat comprenant un EP et deux albums avec le propriétaire de Wolf at Your Door Records, Kevin « Wolfie » Horak, ainsi que la date d'enregistrement du premier EP, désormais intitulé It's Called the Easy Life. L'EP est enregistré par Jonny Renshaw de Devil Sold His Soul et mixé par le producteur et ingénieur du son Matt O'Grady (You Me at Six, Architects). Il sort en octobre 2008. L'EP reçoit de bonnes critiques de la part de diverses publications musicales, ce qui a permis au groupe de commencer à être reconnu,. En janvier 2009, le groupe termine une tournée britannique avec We Are the Ocean et The Urgency, et sort son premier clip vidéo pour la chanson Oh Howard, You Crack Me Up.
Lors d'un concert du groupe le 17 décembre 2010 au Liverpool Masque Loft, une nouvelle chanson est jouée, provisoirement nommée Down Syndrome Pigs. Ils jouent également 3 chansons aux Maida Vale Studios, dont deux étaient Pop et I Will Try. Des vidéos live de plusieurs de ces nouvelles chansons, dont Vines et Youth in Retrospect, apparaissent sur divers sites médiatiques. Des titres déjà sortis, comme The World or Nothing, I'm a Bore, Mostly, Home, Sweet Home, My Life is Average et Smiles All Around, sont également enregistrés en direct par les fans, bien que ces trois derniers ne figurent pas sur Fools and Worthless Liars (leur deuxième album). Le 19 février 2011, le groupe confirme sur Twitter que l'enregistrement de leur deuxième album est en cours et en pleine réalisation avec Matt O'Grady (You Me at Six, Fastlane) à Woking, dans le Surrey. L'enregistrement s'achève à la fin de l'été 2011. 
Le 20 mai 2011, le groupe publie la chanson intitulée The World or Nothing, de leur deuxième album sans titre. La chanson n'est pas publiée en tant que single, mais elle est accompagnée d'une vidéo réalisée à partir d'images prises au festival Hit the Deck et dirigée par Jon Stone. Le premier single de l'album est confirmé comme étant I'm a Bore, Mostly le 30 août 2011. Il est joué sur BBC Radio 1 par Zane Lowe et la semaine suivante par Sara Cox. Le titre de l'album, Fools and Worthless Liars, est rendu public le 23 septembre 2011. Deaf Havana publie également un clip pour le single le 11 octobre 2011, qui a accumulé plus de 20 000 lectures le jour de sa sortie. Ils ont ensuite assuré la première partie de la tournée des rockers britanniques You Me at Six le même mois. Fools and Worthless Liars sort le 7 novembre 2011, coïncidant avec les concerts de lancement au London Barfly et au Norwich Arts Centre. L'album atteint la première place du UK Rock Album Chart. 
Le 25 novembre 2021, le groupe publie une déclaration selon laquelle, alors qu'ils avaient l'intention de se séparer au début de 2020, James et Matthew continueront en duo ; Lee Wilson et Tom Ogden quittent le groupe. L'album The Present Is a Foreign Land est annoncé le 21 janvier 2022 pour une sortie le 15 juillet 2022 ; le premier single de l'album, Going Clear, sort le même jour,. 

## Discographie

### Albums studio
- 2009 : Meet Me Halfway, at Least (49e place des charts britanniques[11]) ( Argent[12])
- 2011 : Fools and Worthless Liars
- 2013 : Old Souls (9e place des charts britanniques[11])
- 2017 : All These Countless Nights (5e place des charts britanniques[11])
- 2018 : Rituals (8e place des charts britanniques[11])
- 2019 : Live at Brixton Academy
- 2022 : The Present Is a Foreign Land (23e place des charts britanniques[11], 80e en Allemagne[13])

### EP
- 2005 : Sweet Sunset
- 2005 : Ok, This Time We Mean It
- 2006 : White Lines but No Camera (démo)
- 2007 : Where It Begins
- 2007 : Evangeline
- 2008 : Love by the Riverside
- 2008 : It’s Called the Easy Life
- 2012 : Leeches

### Singles
- 2009 : Oh Howard, You Crack Me Up
- 2009 : Friends Like These
- 2010 : Nicotine and Alcohol Saved My Life
- 2010 : My Life Is Average
- 2011 : I'm a Bore, Mostly
- 2012 : Leeches
- 2012 : Little White Lies (feat. Portia Conn)
- 2012 : Hunstanton Pier
- 2013 : Boston Square
- 2013 : Mildred (Lost a Friend)
- 2014 : 22
- 2016 : Sing
- 2017 : Trigger
- 2017 : Fever
- 2018 : Sinner